# Caponia chelifera
Caponia chelifera är en spindelart som beskrevs av Roger de Lessert 1936. Caponia chelifera ingår i släktet Caponia och familjen Caponiidae.
Artens utbredningsområde är Moçambique. Inga underarter finns listade.